# 단열과정
열역학 과정에서 단열과정(斷熱過程, adiabatic process)이란 어떤 열역학계가 외부와 열 및 물질의 출입이 차단된 채로 변화하는 과정을 일컫는다. 즉,
{\displaystyle \mathrm {d} U=\delta Q-\delta W}
에서 {\displaystyle \delta Q}가 0이다.
단열 과정은 가역 과정일 수도, 비가역 과정일 수도 있다.
압력-부피 도표에서 단열 과정을 나타내는 곡선을 단열 곡선(斷熱曲線, adiabat)이라고 한다.

## 단열 과정의 예

### 단열 팽창
W>0 일 때 열기관이 일을 한 만큼 내부 에너지가 작아진다. 기체의 온도가 내려간다.

### 단열 압축
W<0 일 때 열기관이 일을 받은 만큼 내부 에너지가 증가한다. 기체의 온도가 올라간다.

## 이상 기체의 가역 단열 과정
입자당 자유도가 {\displaystyle q}개인 이상 기체의 경우,
{\displaystyle \delta Q={\frac {1}{2}}qN\;dT+P\;dV=(q/2+1)P\;dV+(q/2)NV\;dP={\frac {1}{2}}NP^{1-q}V^{-1-q}\;d(V^{q+2}P^{q})}

이상 기체의 단열 곡선

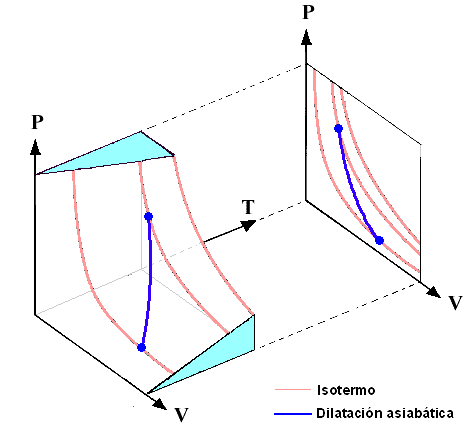
압력-부피-온도 공간에서의 단열 곡선. 여기서 온도축을 사영하여 없애면 압력-부피 평면의 단열 곡선을 얻는다.

이다. 따라서 압력-부피 도표에서 단열 곡선은
{\displaystyle PV^{(q+2)/q}=}상수
의 꼴이다. 보통 변수
{\displaystyle \gamma =(q+2)/q}
를 단열 계수(adiabatic index)로 정의한다.
단원자 기체의 경우에는 {\displaystyle q=3}이므로 {\displaystyle \gamma =5/3}이다. 이원자 기체의 경우에는 {\displaystyle q=5}이므로 {\displaystyle \gamma =7/5}이다.

## 같이 보기
- 열역학 제1법칙
- 등압과정
- 등엔탈피 과정
- 등적과정
- 등온과정
- 다방과정